# 장충남
장충남(張忠男, 1962년 10월 2일~)은 대한민국의 정치인이다. 제45·46대 남해군수이다. 경찰 출신으로 1985년에 경찰대 1기로 졸업, 임용되어 2010년 12월까지 경찰에서 근무했다. 2018년 남해군수에 당선되었고, 2022년 재선되었다.

## 학력
- 도마초등학교
- 남해중학교
- 진주고등학교
- 경찰대학(1기)

## 경력
- 1985.04~1987.07: 경남지방경찰청 기동대 소대장
- 2006.03~2007.01: 제24대 창원중부경찰서 서장
- 2007.01~2008.03: 제60대 진주경찰서 서장
- 2008.03~2009.07: 경남지방경찰청 정보과장
- 2009.07~2010.12: 제54대 김해중부경찰서 서장
- 2011.08~2012.07: 경상남도지사 비서실장
- 2017.03~: 남해사회통합연구소 소장
- 2018.07~2022.06: 제45대 경상남도 남해군수(초선, 민선 7기)
- 2018.07~: 제46대 경상남도 남해군수(재선, 민선 8기)
- ~ 2024.09 : 지속가능발전 지방정부협의회 부회장

## 역대 선거 결과
|  | 46.16% |

|  | 56.14% |

| 전임 박영일 | 제45·46대 경상남도 남해군수 2018년 7월 1일~ |  |